# Bosnian-Herzegovinian Football League 2021
Il campionato bosniaco di football americano 2021 è la 3ª edizione del campionato di football americano di primo livello, organizzato dalla BHFL.
Gli Zagreb Patriots si sono ritirati dal campionato a causa del persistere della pandemia di COVID-19, pertanto gli incontri che avrebbero dovuto disputare sono stati annullati.

## Squadre partecipanti
| Club              | Città      | Stadio | Sponsor ufficiale | Risultato nella stagione 2020 |
| ----------------- | ---------- | ------ | ----------------- | ----------------------------- |
| Banja Luka Rebels | Banja Luka |        |                   |                               |
| Sarajevo Spartans | Sarajevo   |        |                   |                               |
| Tuzla Saltminers  | Tuzla      |        |                   |                               |
| Zagreb Patriots   | Zagabria   |        |                   |                               |

## Stagione regolare

### Calendario

#### 1ª giornata
| 9 maggio 2021 | Sarajevo Spartans | - – - (annullata) | Zagreb Patriots |  |

| Tuzla 9 maggio 2021, ore 13:00 | Tuzla Saltminers | 34 – 26 | Banja Luka Rebels | Teren Kasarna |

#### 2ª giornata
| Banja Luka 23 maggio 2021, ore 13:00 | Banja Luka Rebels | 18 – 22 | Sarajevo Spartans | Stadion Krajina |

| 23 maggio 2021 | Tuzla Saltminers | - – - (annullata) | Zagreb Patriots |  |

#### 3ª giornata
| 6 giugno 2021 | Sarajevo Spartans | 40 – 12 | Tuzla Saltminers |  |

| 6 giugno 2021 | Banja Luka Rebels | - – - (annullata) | Zagreb Patriots |  |

### Classifica
La classifica della regular season è la seguente.
- PCT = percentuale di vittorie, G = partite giocate, V = partite vinte,  P = partite perse, PF = punti fatti, PS = punti subiti

| Pos. | Squadra           | PCT   | G | V | N | P | PF | PS |
| ---- | ----------------- | ----- | - | - | - | - | -- | -- |
| 1    | Sarajevo Spartans | 1.000 | 2 | 2 | 0 | 0 | 62 | 30 |
| 2    | Tuzla Saltminers  | .500  | 2 | 1 | 0 | 1 | 46 | 66 |
| 3    | Banja Luka Rebels | .000  | 2 | 0 | 0 | 2 | 44 | 56 |
| -    | Zagreb Patriots   | -     | - | - | - | - | -  | -  |

## Finali

### Finale 3º - 4º posto
| 27 giugno 2021 | TBD | - – - (annullata) | TBD |  |

### BH Bowl IV
| Sarajevo 20 giugno 2021, ore 15:00 | Sarajevo Spartans | 20 – 14 | Tuzla Saltminers | Stadio Asim Ferhatović Hase |

## Verdetti
- Sarajevo Spartans Campioni della Bosnia-Erzegovina 2021